# Aristonikos
Aristonikos (altgriechisch Ἀριστόνικος Aristónikos; † 129 v. Chr.) war der illegitime Sohn Eumenes’ II. Nachdem der letzte König von Pergamon, Attalos III., testamentarisch sein Reich an das Römische Reich vererbt hatte, führte Aristonikos einen Aufstand mit dem Ziel an, Pergamon mit ihm als König unabhängig zu halten. Auf Münzen, die er prägen ließ, nannte sich Aristonikos Eumenes III.
Aristonikos’ Beurteilung ist seit der Geschichtsschreibung der Antike widersprüchlich, was seine Ursache vor allem darin hat, dass er zahlreiche Sklaven anwarb. Ob das Ziel die Befreiung aller Sklaven war, ist unklar.

## Vorgeschichte
Die Aufteilung der kleinasiatischen Gebiete des Seleukidenreichs wurde 188 v. Chr. durch den Vertrag von Apamea vollendet, und die Römer belohnten ihre Verbündeten. Hauptgewinner neben Rhodos war der Attalide Eumenes II., dessen Reichsgebiet sich vervierfachte. Die von den Seleukiden aufgegebenen Städte wurden teils tributpflichtig, teils blieben sie tributfrei, wie Polybios berichtet. Städte, die Antiochos III. Tribut entrichtet, aber Rom unterstützt hatten, blieben frei von Tributforderungen, alle Poleis aber, die einst Tribut an frühere Attaliden gezahlt hatten, entrichteten nun die gleiche Summe an Eumenes II. Ferner mussten die Städte, die zu Antiochos übergelaufen waren und ihm Tribut entrichtet hatten, diese Summen fortan an Eumenes zahlen. Ohne Tributpflicht blieben alte Verbündete, wie Lampsakos, Ilion, Alexandria Troas, Kyme und Smyrna. Ilion, Klazomenai, Chios, Smyrna, Erythrai, Milet und Phokaia durften ihr Territorium erweitern. Pergamon umfasste nun Lykaonien, die beiden Phrygien, Mysien, Lydien und Ionien, dazu die genannten Griechenstädte. Doch war diese neue Mittelmacht ein Gemisch verschiedener Völker, Institutionen und Lebensformen. Die attalidische Dynastie war einer der wenigen Faktoren, die den zentrifugalen Kräften entgegenwirkten.
In den Jahren von 180 bis 140 v. Chr. führten Eumenes und sein Nachfolger Attalos II. (159–138 v. Chr.) Kriege gegen fast alle Nachbarn. Nach dem Tod Attalos’ III. sollten diese fast ausnahmslos in der „anti-attalidischen Koalition“ auftauchen. Gleichzeitig unterlag das Reich ähnlichen sozialen Entwicklungen wie Italien, wo zunehmend die „Großbetriebe“ dominierten, mit Sklavenwirtschaft und der mit ihr einhergehenden Verarmung der Bauern, sowie einem fast zwanghaft anmutenden Expansionsdrang.
Nach 168 v. Chr. verloren die Attaliden die Gunst der Römer und gerieten zusehends unter Druck. Unter Attalos III. scheint die Situation noch komplizierter geworden zu sein. Durch die Ermordung zweier Adliger machte sich der König einen Teil des Adels zum Feind. Unklar ist, ob die damit in Zusammenhang stehende innere Opposition bereits unter Führung des Aristonikos stand, oder ob er ihr überhaupt nahestand.

## Das Erbe
Als im Jahr 133 v. Chr. der kinderlose König Attalos III. starb, übertrug er in seinem Testament das gesamte Reich an Rom. Ein Motiv könnte gewesen sein, dass er Aristonikos als Rivalen betrachtete und ihn nicht auf dem Thron sehen wollte. Dazu kam aber, dass die Abhängigkeit von Rom seit Jahrzehnten zunahm und die Handlungsspielräume der Attaliden schrumpften, so dass man vielleicht einer gewaltsamen Annexion zuvorkommen wollte. Möglicherweise gab es zudem bereits einen Präzedenzfall: im Jahr 155 v. Chr. wollte sich Kyrene, das Ptolemaios VIII. angeblich 162 v. Chr. den Römern als Erbe versprochen hatte, Rom unterstellen, doch zu dieser Zeit lehnte der Senat noch ab. Im Fall Pergamon lehnte Rom, für dessen damals zerstrittene Führungsschicht der Schatz des Königs ein ausschlaggebendes Mittel in ihren Machtkämpfen sein konnte (siehe Tiberius Sempronius Gracchus), nicht ab. Ob dies das entscheidende Motiv war, das Erbe anzunehmen, ist unklar.

## Die Gruppen hinter Aristonikos – eine umstrittene Frage

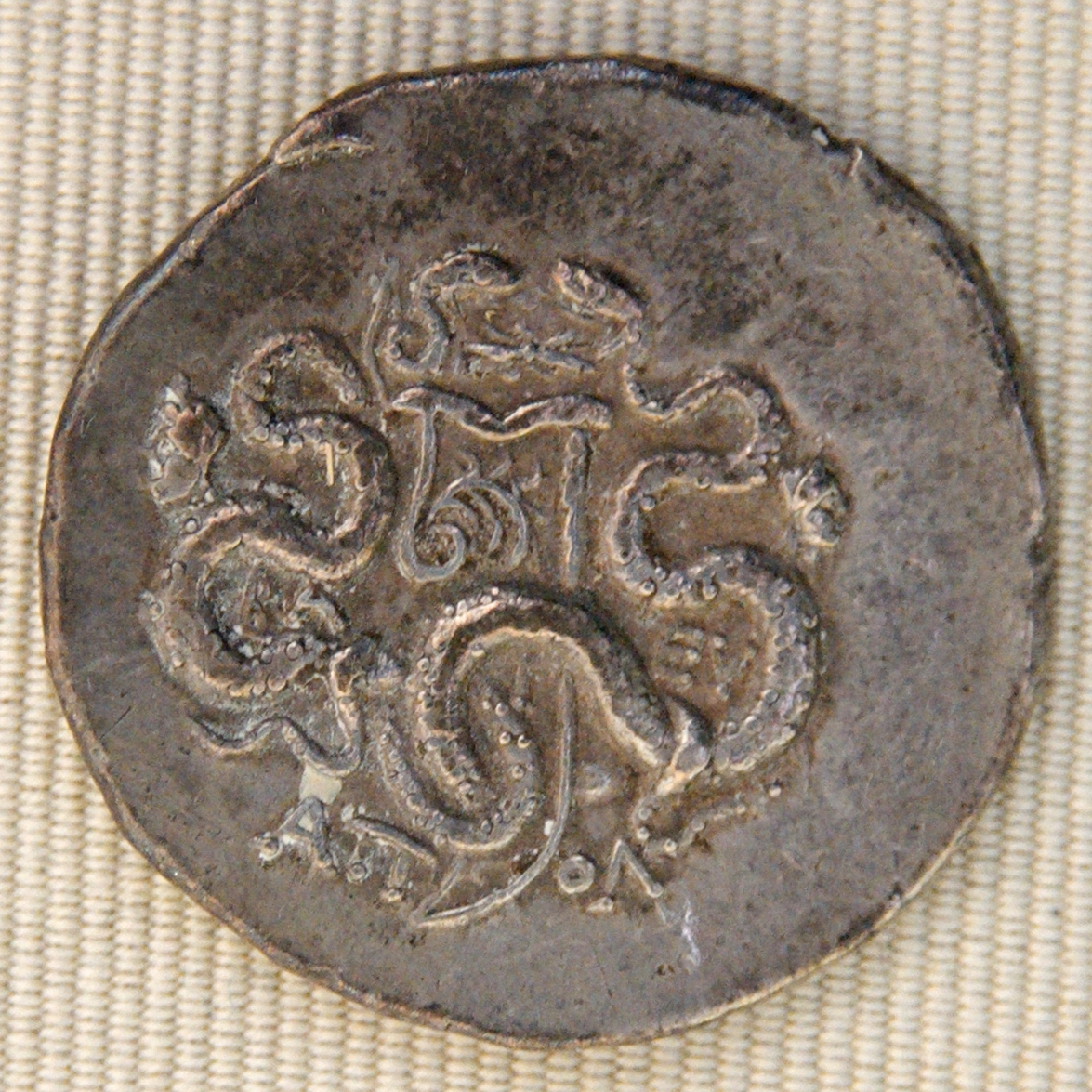
Münze (Cistophor) des Aristonikos aus Apollonia, der sich darauf nach seinem Vater Eumenes nannte: In den Windungen der beiden Schlangen stehen die Buchstaben ΒΑ ΕΥ für Βασιλεύς Εὐμένης

Das Testament selbst gab die Anfänge des Krieges vor. Sowohl Pergamon als auch die griechischen Städte sollten frei sein. Das Königsland und alles Gebiet der Untertanen sollte aber an Rom gehen. Daher sahen die Städte zunächst kaum Anlass, Aristonikos zu unterstützen. Nur in Phokaia gelang es seinen Anhängern, die Herrschaft an sich zu reißen. Hauptunterstützer waren aber die Armee und Teile der Flotte. Auch die Hofpartei samt großer Teile der bei Hof Beschäftigten schloss sich ihm an, da sie ihre Entmachtung und möglicherweise Enteignung oder gar Verbannung fürchteten. Dagegen konnten sich die Küstenstädte durchaus Handelsvorteile versprechen.
Aristonikos war mit seiner Flotte zunächst recht erfolgreich und genoss Unterstützung durch die Bürger der Hauptstadt und die griechischen Poleis der Küstenstädte, mit Ausnahme von Ephesos. Es gelang ihm die Besetzung von Samos, Kolophon und Myndos. Doch verlor er die entscheidende Seeschlacht gegen die Flotte der Stadt Ephesos bei Kyme, wodurch die Anzahl seiner Verbündeten schrumpfte. Darauf musste sich Aristonikos auf einen Landkrieg verlegen und schlug sein Hauptquartier im Raum Thyatira, Apollonis, Stratonikeia auf. Hauptrekrutierungsgruppen für seine Armee waren wohl Thraker, Mysier und Karer, vielleicht auch Galater, Lyder, Makedonen – und möglicherweise schon jetzt Arme und Sklaven. Die Thraker besiegten das Heer der Römer unter dem Konsul Crassus, eine Schlacht, in der auch König Ariarathes V. ums Leben kam.
Da um das thrakische Lysimacheia pergamenischer Besitz bestand, hatten hier die Könige bereits früher auf thrakische Soldaten zurückgegriffen. Thraker brachten auch die Stadt Sestos in große Bedrängnis. Wann Aristonikos diese Armee und weitere Rekruten gewann, bleibt unklar.
Noch undeutlicher ist die Rolle der Bewohner von Mysia Abbaitis und Karien. Sie sollten erst in der zweiten Phase des Krieges deutlicher in Erscheinung treten, als möglicherweise im Verlauf des Rückzugs ins Landesinnere das Hauptquartier nach Stratonikeia verlegt wurde. Manius Aquilius, der Marcus Perperna im Kampf gegen Aristonikos folgte, griff hier, folgt man Florus, sogar zum Mittel der Brunnenvergiftung, um sich durchzusetzen.
Myser haben den Aufstand zumindest während der Belagerung von Kyzikos unterstützt. Im Kern des Aufstandsgebiets um Stratonikeia siedelten zahlreiche „Makedonen“, zu denen wahrscheinlich nach der Schlacht von Pydna und der Besetzung Makedoniens zahlreiche Flüchtlinge stießen. Für Milet lässt sich dies zumindest nachweisen. Auch Thyatira war eine makedonische Siedlung, wie Strabon berichtet, der sie eine katoikìa makedónon nennt.
Naturgemäß umstritten ist aber weniger die Frage, wer die „Makedonen“ waren, eine ethnische Gruppe oder eine Funktionsbezeichnung als Militärsiedler, als vielmehr die Frage, wer die von Strabon als „Heliopoliten“ bezeichneten „Armen und Sklaven“ waren.
Die vieldeutige Bezeichnung gab in der Forschung Anlass zu Spekulationen, und Aristonikos wurde im Nachhinein für politische Ziele vereinnahmt. Diodor, der die verschollene Utopie des Iambulos zum „Sonnenstaat“ zusammenfassend überlieferte, bildete die Grundlage für Spekulationen über einen „Sonnenstaat“ des Aristonikos, in dem es keine Sklaverei und keine Ungleichheit mehr geben sollte.
Eine zweite Erklärung bringt die Heliopoliten mit dem Sonnengott Helios in Verbindung. Schon 1870 trug Karl Bücher die Möglichkeit einer Beeinflussung durch den Sonnengott Adad von Heliopolis (Baalbek) in Syrien vor. Dabei versuchte er die Verehrung dadurch plausibel zu machen, dass auch Eunus, der sizilische Sklavenführer, eine syrische Göttin, Atargatis, verehrt hat. Rostovtzeff bot alternativ den orientalischen Sonnengott Helios Dikaiosynes an, einen „Gott der Gerechtigkeit“. Doch der weitere Argumentationsgang, der Kult sei in den des Zeus Helipolites eingeflossen, überzeugt nicht, denn er lässt sich erst z. Z. des Pompeius nachweisen, als die Einflüsse der Sonnenkulte sich schon erheblich verstärkt hatten.
Collins warf eine dritte Ableitungsmöglichkeit ein, die sich auf Tyrimnos bezog, den Nationalgott von Thyateira. Zu seinen Ehren fanden athletische Wettspiele statt, die Tyrimneia hießen. Zudem bestand dieser Kult mindestens von der Mitte des zweiten vorchristlichen Jahrhunderts bis in die Zeit des Kaisers Severus Alexander. Möglicherweise ist der Gott lydischer Herkunft, was auch den Rückzug der Heliopoliten ins Hinterland erklären könnte.
Letztlich bleibt unklar, ob der Aufstand sich in der Schlussphase die Befreiung aller Sklaven im Namen eines Sonnengottes zum Ziel setzte – was in der Antike einmalig wäre – oder ob nicht die Anwerbung von Sklaven nur die ultima ratio eines Krieges auf verlorenem Posten darstellte. Die jüngste Forschung misst der Bedeutung der Sklaven eine geringere Rolle zu.

## Die letzte Etappe des Kampfes
Seine Erhebung nahm unter diesen Umständen sozialrevolutionäre Züge an; so versprach er den Sklaven die spätere Freiheit. Aristonikos rief die Unfreien und Unterdrückten zum Befreiungskampf auf und stellte der sozialen Ungerechtigkeit die Utopie eines „Sonnenstaates“ der Gerechtigkeit gegenüber. Mit seinen Anhängern, den „Heliopoliten“ (Bewohner des Sonnenstaats), plünderte er die Städte Thyatira und Kolophon und bezahlte aus der Beute ein Heer aus kleinasiatischen und thrakischen Söldnern. Der Aufstand nahm einen solchen Umfang an, dass die benachbarten griechischen Städte und Herrscher seiner nicht mehr Herr wurden.
Aristonikos gelangen zahlreichen Siege über die Römer, unter anderem über ein Heer, das vom Konsul des Jahres 131 v. Chr., Publius Licinius Crassus Dives Mucianus, angeführt wurde. Dieser geriet 130 v. Chr. in Gefangenschaft, in der er den Tod fand. Erst Marcus Perperna gelang es 129 v. Chr., Aristonikos einzuschließen, zur Kapitulation zu zwingen und gefangen zu nehmen. Aristonikos starb im selben Jahr in Gefangenschaft. Seiner Bewegung fehlte die Unterstützung der griechischen Städte Kleinasiens, da diese durch Attalos’ Testament die Freiheit erhalten hatten und diese nicht durch einen Konflikt mit Rom riskieren wollten. Viele dieser Städte und große ländliche Gebiete wurden dennoch durch den Krieg verheert.
Aristonikos’ Bewegung besaß eine große Anziehungskraft nicht nur für die armen und unfreien Schichten der Bevölkerung, sondern auch für Intellektuelle. So schloss sich ihr nach dem Untergang des Tiberius Gracchus dessen Berater, der stoische Philosoph Gaius Blossius aus Cumae an.